# Lou Lilly
Pour les articles homonymes, voir Lilly.
Lou Lilly est un scénariste, acteur et compositeur américain, né le 26 février 1909 à New York (États-Unis) et mort le 9 août 1999 .

## Filmographie

### comme scénariste
- 1951 Front Page Detective
- 1947 Doctor Jim
- 1946 Speaking of Animals No. Y6-1: Stork Crazy
- 1946 The Lonesome Stranger
- 1945 Draftee Daffy
- 1944 Buckaroo Bugs
- 1944 Hare Ribbin'
- 1944 Angel Puss (un des « Censored Eleven »)
- 1944 Russian Rhapsody